# تاکویا هیتومی
تاکویا هیتومی (ژاپنی: 人見 拓哉؛ زادهٔ ۱۸ دسامبر ۱۹۹۷) یک بازیکن فوتبال اهل ژاپن است.
از باشگاه‌هایی که در آن بازی کرده‌است می‌توان به باشگاه فوتبال ریوکیو اشاره کرد.